# Йохан Амброзиус Бах
Вижте пояснителната страница за други личности с името Бах.
Йохан Амброзиус Бах (на немски: Johann Ambrosius Bach е немски музикант.

## Биография
Йохан Амброзиус е син на Кристоф Бах (1613 – 1661) и е роден в Ерфурт, Германия, като брат близнак на Йохан Кристоф Бах (1645 – 1693). Амброзиус работи като цигулар в Ерфурт до 1671 г., когато е нает като градски музикант в Айзенах, Тюрингия, а по-късно става и духов изпълнител. На 1 април 1668 г. се жени за Мария Елизабета Лемерхирт. Те имат осем деца, четири от които стават музиканти, но най-известен от тях е Йохан Себастиан Бах.
Амброзиус умира в Айзенах през 1695 г., на 50-ия си рожден ден.
1. 1 2 3 4  132249634 //   Посетен на 4 май 2024 г.